# SMS Undine (1902)
Корабль его величества «Ундине» (нем. SMS Undine) — последний корабль из серии десяти бронепалубных крейсеров типа «Газелле» построенных для имперского германского флота. В 1901 году крейсер был заложен на верфи Howaldtswerke в Киле, спущен на воду в декабре 1902 года, вошел в состав Гохзеефлотте (Флота открытого моря) в январе 1904 года. Был вооружён главной батареей из десяти 105 мм орудий и двумя 45-см торпедными трубами. Мог развивать скорость в 21,5 узлов (39,8 км/ч).
Первоначально «Ундине» использовалась как учебный артиллерийский корабль для комендоров германского флота. В ноябре 1904 года на манёврах в Киле она столкнулась с миноносцем SMS S26, при столкновении погибло 33 человека, миноносец затонул. После начала первой мировой войны в августе 1914 года была отправлена на Балтику в качестве корабля береговой обороны. 7 ноября 1915 года была атакована британской подлодкой HMS E19, которая выпустила по крейсеру две торпеды. От попадания второй торпеды произошла детонация склада боеприпасов. «Ундине» взорвалась и затонула, однако при этом погибло всего 14 человек.

## Описание
«Ундине» была заложена по контракту «J», корпус был заложен на верфи Howaldtswerke в Киле в 1901. Спущена на воду 11 декабря 1902 года, после чего начались работы по достройке корабля. 5 января 1904 вошла в состав Гохзеефлотте (Флота открытого моря). Была 105 м длиной, 12,4 м шириной, имела осадку в 4,81 м, водоизмещение в 3.112 т при полной боевой загрузке. Двигательная установка состояла из двух трёхцилиндровых машин производства Howaldtswerke, предназначенных для развития мощности в 6 тыс. лошадиных сил (4,5 кВт), корабль развивал скорость в 21,5 узлов (39,8 км/ч). Пар для машины образовывался в восьми угольных водотрубных котлах военно-морского типа. Крейсер мог нести 700 тонн угля, что обеспечивало дальность плавания в 4.400 морских миль (8.100 км) на скорости в 12 узлов (22 км/ч). Экипаж крейсера состоял из 14 офицеров и 256 матросов.
Вооружение крейсера составляли десять 105 мм скорострельных орудий системы SK L/40 на одиночных опорах, Два орудия были размещены рядом на носу, шесть вдоль бортов по три на каждом борту и два бок о бок на корме. Общий боезапас оставлял 1.500 выстрелов, по 150 выстрелов на орудие. Орудия имели прицельную дальность в 12.200 м. Также корабль вооружён двумя 450 мм торпедными аппаратами с пятью торпедами. Аппараты были установлены в корпусе судна по бортам под водой. Корабль был защищён бронированной палубой толщиной от 20 до 25 мм. Толщина стен рубки составляла 80 мм, орудия были защищены тонкими щитами 50 мм толщины.

## Служба
После ввода в строй «Ундине» была приписана к учебной эскадре и использовалась как учебный артиллерийский корабль. В ночь на 17 ноября 1904 «Ундине» столкнулась с миноносцем S26 на манёврах близ Киля. S26 и другие корабли 4-й флотилии миноносцев предприняли учебную ночную атаку на «Ундине». Крейсер шёл с потушенными огнями, но при приближении торпедных крейсеров команда зажгла свет, который ослепил команду миноносца S26. Миноносец случайно выкатился перед крейсером и тот смял и потопил его. В ходе инцидента на миноносце погибли офицер и 32 матроса.
После начала первой мировой войны в августе 1914 года была отправлена на Балтику в качестве корабля береговой обороны. 7 ноября 1915 года «Ундине» шла к северу от мыса Аркона вместе с двумя эсминцами и была атакована британской подлодкой HMS E19 под командой капитана 3-го ранга Фрэнсиса Кроми. С расстояния в километр Е19 выпустила по крейсеру две торпеды, обе попали в цель. Попадание второй торпеды вызвало детонацию склада боеприпасов. «Ундине» взорвалась и быстро затонула (в 13:08), однако при этом погибло всего 14 человек. Большая часть экипажа была спасена подошедшими эсминцами. За две недели до этого был потоплен броненосный крейсер «Принц Адальберт». Две эти значительные потери побудили командование флота сократить активность флота на Балтике до конца года.